# Decreto de Instrucción Pública y Obligatoria

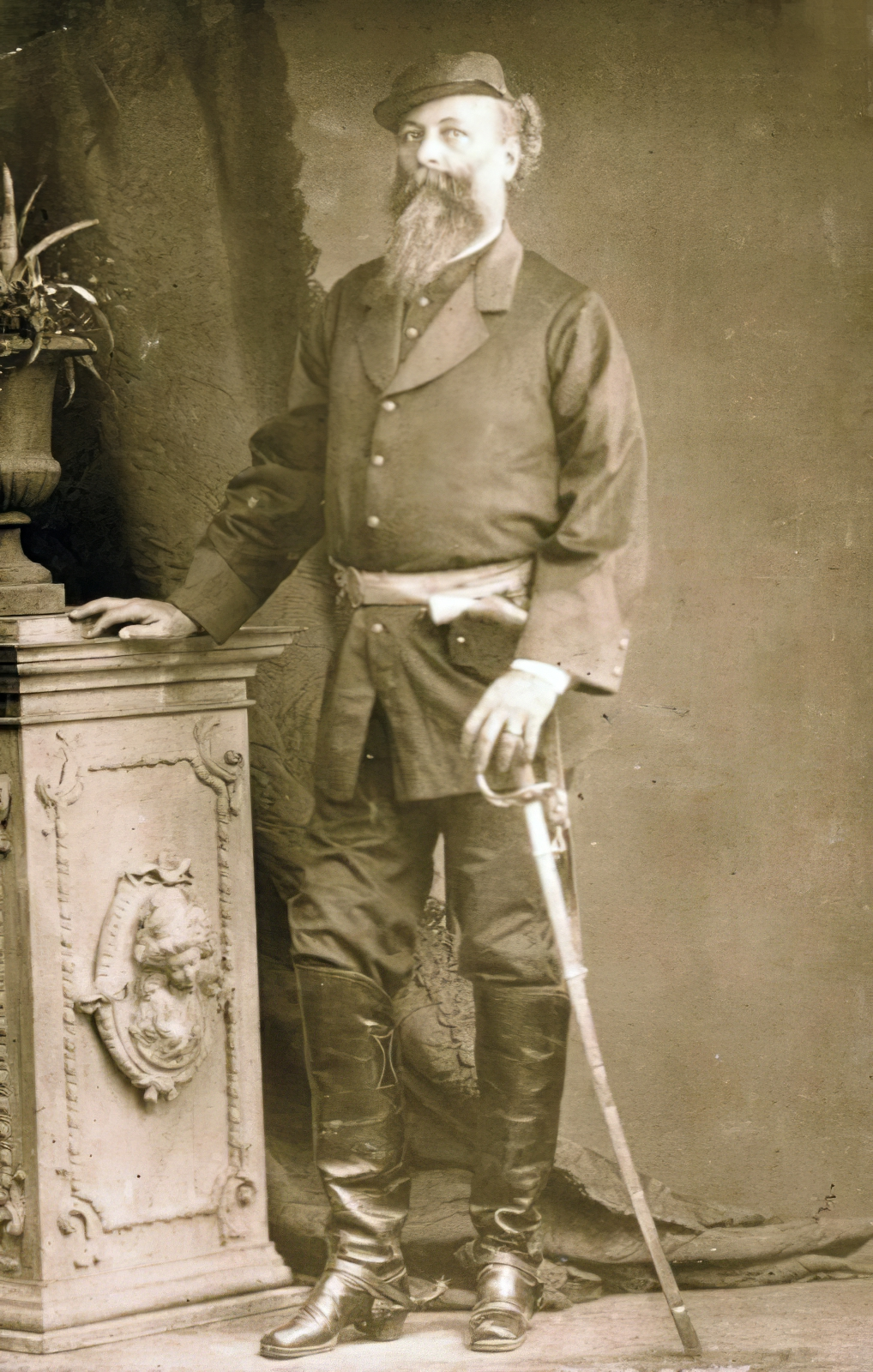
Presidente Antonio Guzmán Blanco.

El Decreto de Instrucción Pública y Obligatoria fue una norma promulgada el 27 de junio de 1870 por el presidente Antonio Guzmán Blanco con la finalidad de impulsar la educación básica en Venezuela.

## Antecedentes
El educador Simón Rodríguez fue consciente de los cambios políticos, económicos y sociales del siglo XIX. Por lo tanto, la instrucción pública requeriría de más exigencia. Además de dedicación del Estado, docentes y de la sociedad. De igual manera, partió del principio de imitar lo bueno o tomar experiencias positivas de otros países para colocarlas en práctica.
En el Congreso de Angostura el 13 de marzo de 1819, Simón Bolívar juzgó el Estado con relación a la función que este ha de ocupar con relación a la educación, manifestando:

La educación popular debe ser el cuidado primogénito del amor paternal del Congreso. Moral y luces son los polos de una república; moral y luces son nuestras primeras necesidades. Tomemos de Atenas su Areópago, y los guardianes de las costumbres y las Leyes; tomemos de Roma sus censores y sus tribunales domésticos, y haciendo una Santa alianza de estas instituciones morales, renovemos en el Mundo la idea de un Pueblo que no se contenta con ser libre y fuerte, sino que quiere ser virtuoso.
Simón Bolívar

Igualmente, Bolívar no escatimó esfuerzos y recursos para que el Estado orientara al sistema educativo del momento.